# Torvald Appelroth
Torvald Appelroth (ur. 28 czerwca 1902 w Porvoo zm. 12 marca 1984 w Helsinkach) – fiński szermierz, uczestnik Igrzysk Olimpijskich 1928 w Amsterdamie. Startował w turniejach indywidualnych florecistów i szpadzistów. 